# Phenacolepadidae
Phenacolepadidae — семейство морских брюхоногих моллюсков отряда Cycloneritida. Они представляют собой «морские блюдечки» — улиток с простой раковиной, обычно конической формы, не свёрнутой в спираль.
Семейство делится на два подсемейства: Shinkailepadinae и Phenacolepadinae. Первые обитают на чёрных курильщиках и холодных просачиваниях. Физиологические и экологические характеристики, включая наличие эритроцитов и миграцию личинок, по-видимому, позволило им в кайнозайскую эру колонизировать такие места обитания. Вторые обитают на морских мелководьях. Вероятно, в эволюционной истории семейства было по крайней мере три независимых перехода от спиральной улитки с функциональной крышечкой к форме блюдечка, дважды у глубоководных Shinkailepadinae и один раз у мелководных Phenacolepadinae.
Встречаются в Тихом, Атлантическом и Индийском океанах от тропических до умеренных вод.

## Отряды
По данным Molluscabase, на декабрь 2024 года отряд включает следующие подсемейства и роды:
- Phenacolepadinae Pilsbry, 1895
  - Hyalopatina Dall, 1889
  - Magadis Melvill & Standen, 1899
  - Plesiothyreus Cossmann, 1888
  - Zacalantica Iredale, 1929
- Shinkailepadinae Okutani, Saito & Hashimoto, 1989
  - Divia Fukumori, Yahagi, Warén & Kano, 2019
  - Shinkailepas Okutani, Saito & Hashimoto, 1989
  - Thalassonerita Moroni, 1966